# Terremoto de Java de 2017
El terremoto de Java fue un seísmo ocurrido el 15 de diciembre de 2017, cuando un terremoto de magnitud 6.5 golpeó la isla indonesia de Java, específicamente la ciudad de Tasikmalaya, a las 23:47:58 hora de Indonesia occidental (16:47:58 UTC) en Java Occidental, Indonesia. Su hipocentro se situó a una profundidad de 91 km; e inicialmente fue registrado como un terremoto de magnitud 7.3 por agencias indonesias. Se han reportado daños generalizados en Tasikmalaya, la ciudad más cercana al epicentro. Las autoridades emitieron inmediatamente una advertencia de tsunami que posteriormente fue cancelada.

## Detalles
Se informaron daños generalizados en ciudades cercanas al epicentro. Al menos 40 casas colapsaron y 2953 sufrieron daños severos. Un hospital municipal fue dañado en Banyumas, mientras que un hombre falleció en Ciamis cuando su casa se derrumbó debido al seísmo. Una mujer mayor feneció en el colapso de su casa. Otra lesión se informó en Kebumen después de que una casa se derrumbó. Fotos de estructuras dañadas fueron ampliamente compartidas en las redes sociales. Numerosas casas fueron dañadas o colapsaron en Pangandaran Regency, Java Occidental. Una mujer murió en Bantul porque entró en pánico y cayó cuando sucedió el terremoto. Una persona murió de un ataque al corazón en Ciamis durante un terremoto. Mientras que dos mujeres fueron asesinadas por escombros caídos en Pekalongan y Ciamis.
Inmediatamente después del terremoto, los informes de apagones fueron ampliamente remitidos al gobierno. Funcionarios en Cilacap, Java Central, informaron que al menos 504 estructuras en Cilacap Regency fueron dañadas o destruidas a causa del terremoto. Se dice que 8 escuelas colapsaron en Garut. Un estadio en Wonosobo, Java Central resultó gravemente dañado. Hasta 2.935 estructuras en Java fueron dañadas, la mayoría de ellas eran estructuras en Java Occidental. La Junta Nacional de Gestión de Desastres de Indonesia en Tasikmalaya recibió informes de que 6.000 estructuras resultaron dañadas. El costo total del daño causado por el seísmo se estimó en alrededor de Rp 4,6 mil millones.
El presidente Joko Widodo fue informado de inmediato sobre el terremoto y posteriormente ordenó ayuda a las personas afectadas. El ministro social Khofifah Indar Parawansa anunció que el gobierno enviaría suministros de alimentos y medicinas. El Ministerio Social anunció que se entregaron ayudas equivalentes a 823 millones de rupias en las zonas más afectadas. Cientos de personas fueron desplegadas para limpiar escombros. El terremoto reveló que el sistema de detección de tsunamis en Indonesia aún era mínimo. 22 boyas de tsunami resultaron inoperantes desde 2012.